# Естадіо-Насьйональ-де-Коста-Рика (1924)
«Естадіо Насьйональ де Коста Рика» (ісп. Estadio Nacional de Costa Rica) — колишній багатофункціональний стадіон у місті Сан-Хосе, Коста-Рика, у минулому головна спортивна споруда країни.
Стадіон побудований та відкритий 1924 року. У 1941 році розширювався. 1976 року був реконструйований. У 2008 році знятий з експлуатації та демонтований.